# ミヨシ・ウメキ
ミヨシ・ウメキ（Miyoshi Umeki、1929年5月8日 - 2007年8月28日）は、日本のジャズ歌手、女優である。本名は梅木 美代志、他界時の合衆国連邦政府登録名はMiyoshi Hood、日本ではナンシー梅木の芸名で知られる。米国の国民的人気漫画『ナンシーちゃん』の主人公に似ていたことがナンシーの由来とされる（詳細は後述）。
北海道小樽市生まれ。1957年のハリウッド映画『サヨナラ』で東洋人の俳優として初のアカデミー賞を受賞した。

## 生涯

### ジャズ歌手
小樽市稲穂の梅木鉄工所の娘として生まれる。小樽緑ヶ丘高等女学校（現在の札幌山の手高等学校の源流）卒業後、戦後まもなくから地元の病院長夫人に英語を学ぶ。兄が札幌のマックネア・シアター（戦前は松竹座）で看板の絵を描いた縁で、18歳でオーディションを受ける。審査員はトロンボーン奏者の森亨だった。採用され舞台でジャズを歌うと米兵たちが「ナンシー、ナンシー」と歓声を上げた。彼等の好きだった有名な漫画Nancyに登場する八歳の主人公に似ていたことによる。
上京後、兄が第二次世界大戦後に日本を占領下に置いた連合国軍の通訳をしていた関係からキャンプでジャズを歌うようになる。進駐軍の将校クラブの演芸担当だった永島達司がアメリカの英語曲を歌える歌手として梅木の兄を雇った際に、妹のほうがうまいと聞き、ナンシー梅木の芸名でクラブに出演させるようになったのがきっかけと言われる。1950年代における日本のジャズ歌手の草分けとして角田孝&シックスやレイモンド・コンデのゲイ・セプテットなどのジャズバンドで人気を博し、ナイトクラブやステージで活躍した。『青春ジャズ娘』(1953)、『ジャズ・オン・パレード1954年 東京シンデレラ娘』(1954)などのミュージカル映画にも出演した。

### 渡米
外国タレントの呼び屋としてアメリカ芸能界と縁のあった永島の助言で、1955年、音楽の勉強のため渡米した梅木は以後活動の舞台をアメリカに移す。1956年にはCBSテレビの『アーサー・ゴドフリー・ショウ』に着物姿で出演して英語の歌を歌い話題となった。これが縁となってマーキュリー・レコードでLPアルバムを発表、ここでは英語と日本語を交えて日本とアメリカの曲を歌っている。アルバムタイトルは『Miyoshi Umeki: Miyoshi Sings for Arthur Godfrey』。1958年には同レーベルでセカンド・アルバム 『Miyoshi』 も発表している。

### ハリウッドデビュー
1957年、マーロン・ブランド主演の映画『サヨナラ』で高美以子と共にスクリーンデビュー。この映画の演技でアカデミー助演女優賞を受賞した。これは東洋人の俳優としては初のアカデミー賞受賞であり、また助演女優賞をアメリカとイギリス以外の俳優が受賞したのも初めてであった。
なお、この年の助演男優賞にはやはり日本人の早川雪洲（『戦場にかける橋』）がノミネートされていたが受賞者は『サヨナラ』でミヨシの相手役であったレッド・バトンズであった。

### ブロードウェイ
1958年開演のブロードウェイミュージカル『フラワー・ドラム・ソング』 に出演したミヨシはトニー賞のミュージカル部門最優秀女優賞にノミネートされ、1961年に映画化された際にも舞台と同じ役を演じた。
その他の映画出演作品には『嬉し泣き』(1961)、『戦略泥棒作戦』(1962)、『忘れえぬ慕情』(1962)などがある。また、1969年から1972年にはテレビドラマ『エディの素敵なパパ』にレギュラー出演している。
またゴールデン・グローブ賞に3回ノミネートされている。
- ミュージカル･コメディ部門 主演女優賞 『フラワー・ドラム・ソング』(1961)
- ミュージカル･コメディ部門 助演女優賞 『サヨナラ』(1957)
- ミュージカル･コメディ部門 助演女優賞（連続TV部門） 『エディの素敵なパパ』(1970)

### 結婚とその後
ミヨシは1958年にテレビディレクターのフレデリック・ウィンフィールド・"ウィン"・オピーと結婚し、1967年に離婚した。夫婦には1964年生まれのマイケル・H.・オピーという息子がいた。1968年にランドール・フッドと結婚した。ランドールはマイケルと養子縁組し、マイケルは名前をマイケル・ランドール・フッドに変更した。夫婦はロサンゼルスを拠点とするビジネスを運営し、編集機器を映画スタジオや大学の映画プログラムにレンタルした。ランドール・フッドは1976年に亡くなった。
マイケルによると、ミヨシはシャーマン・オークスに数年住んだ後、ミズーリ州リッキングに引っ越して、3人の孫を含む息子の家族の近くに住んだ。彼女は78歳で癌で亡くなった。
マイケルはリッキングで警官を務め、2018年8月27日に54歳で亡くなった。

## 評伝
- 大場吾郎『戦後期渡米芸能人のメディア史　ナンシー梅木とその時代』人文書院、2024年